# エディー・デラフーセイ

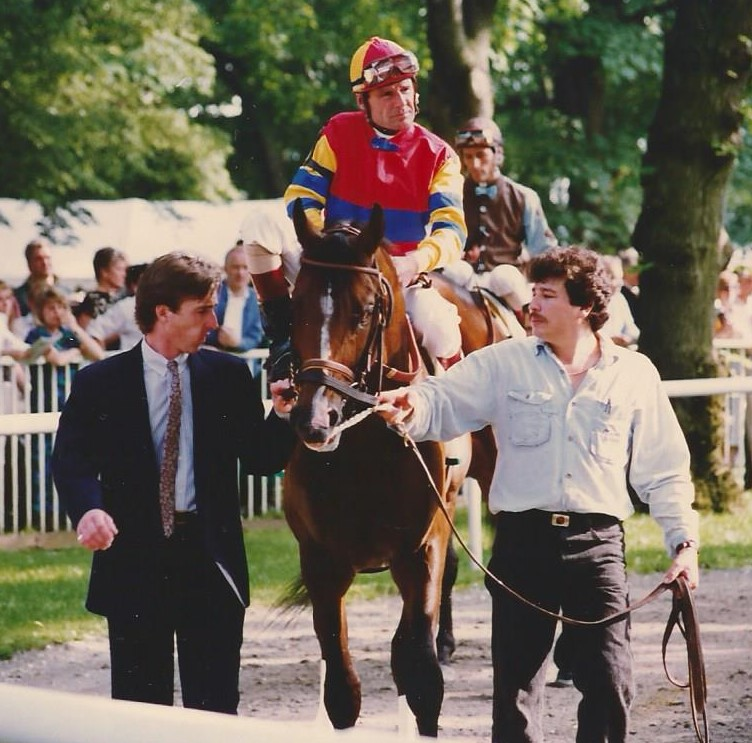
1992年エーピーインディ騎乗のデラフーセイ

エドワード・J・デラフーセイ（Edward J. Delahoussaye, 1951年9月21日 - ）は、アメリカ合衆国の競馬の騎手。1993年にアメリカ競馬殿堂入りを果たした。

## 経歴
ルイジアナ州ニューアイビーリアの出身。1968年に同州のフェアグラウンズ競馬場で騎手としてデビューし、同年エヴァンジェリンダウンズ競馬場で初勝利を挙げた。その後イリノイ州、ケンタッキー州と活躍の場を広げていき、1979年以降はカリフォルニア州を拠点とした。1978年には384勝を挙げて全米最多勝騎手の座に輝いた。
2002年8月にデルマー競馬場で落馬して負傷、その傷がもとで翌年1月に引退した。引退後も競馬に携わり、オーナーブリーダーおよび生産アドバイザーに就いている。引退までの戦績は39,213戦6,384勝で、そのうちケンタッキーダービーを2勝、プリークネスステークスを1勝、ベルモントステークスを2勝、ブリーダーズカップを7勝している。獲得総賞金は195,884,940ドルに上る。
表彰も多数受けており、現役中の1993年にアメリカ競馬名誉の殿堂博物館よりアメリカ競馬殿堂入りを発表され、また1999年にはフェアグラウンズ競馬場の殿堂に、2002年にはルイジアナ州スポーツ殿堂にも加えられている。

## 主な騎乗馬
- サニーズヘイロー Sunny's Halo - 1983年生、牡馬。ケンタッキーダービー（G1）、アーカンソーダービー（G1）など。カナダ競馬殿堂。
- ガトデルソル Gato Del Sol - 1979年生、牡馬。ケンタッキーダービー（G1）、デルマーフューチュリティ（G2）など。
- リズンスター Risen Star - 1985年生、牡馬。プリークネスステークス（G1）、ベルモントステークス（G1）など。1988年最優秀3歳牡馬。
- エーピーインディ A.P. Indy - 1989年生、牡馬。ベルモントステークス（G1）、ブリーダーズカップ・クラシック（G1）など。アメリカ競馬殿堂。
- プライズド Prized - 1986年生、牡馬。ブリーダーズカップ・ターフ（G1）、アーケイディアハンデキャップ（G3）など。
- プリンセスルーニー Princess Rooney - 1980年生、牝馬。ケンタッキーオークス（G1）、ブリーダーズカップ・ディスタフ（G1）など。アメリカ競馬殿堂。
- ボールドンディターミンド Bold 'n Determined - 1977年生、牝馬。ケンタッキーオークス（G1）、エイコーンステークス（G1）など。アメリカ競馬殿堂。